# Волочаєво
Волочаєво (рос. Волочаево) — селище Німанського району, Калінінградської області Росії. Входить до складу Лунінського сільського поселення.
Населення —  41 особа (2015 рік). 